# Gibson Les Paul Junior
Gibson Les Paul Junior introducerades av Gibson 1954 och är en solid elgitarr. Modellen tillverkades under 1954-1963. Den finns i några varianter. T.ex. Gibson Les Paul jr Double Cutaway från 1958.
Gibson har under 1990-talet tillverkat 2 modeller med namnen the '57 Les Paul jr. Historic Collection och the '60 Les Paul jr. Historic Collection. Gibson lanserade modellen, riktad till nybörjare med ett betydligt lägre pris, mer simpel konstruktion och färre kosmetiska detaljer. Till skillnad från de flesta modellerna Gibson producerar använder Les Paul Juniors ofta P90-mikrofoner, teknologi som ansågs föråldrad och var billigare att producera. Kroppen skiljer sig till viss grad från den traditionella Les Paul-formeln. Kroppen, likt den av en Gibson SG är konstruerad av en bit solid mahogny, och lönntoppen som finns på en traditionell Les Paul utelämnades för att minska kostnaden. År 1958 omdesignades modellen till en så kallad "doublecut", med två Cutaways, likt en Fender Stratocaster eller den framtida Gibson SG. I moderna tider har Les Paul Juniors tillverkats i både traditionell singlecut och doublecut konfigurationer.